# Regina Betancourt de Liska
Regina Betancourt de Liska (Concordia, Colombia, 16 de diciembre de 1936), más conocida como Regina 11, es una mentalista y expolítica colombiana. 
Fue candidata presidencial en 1986, 1990 y 1994; y en las regionales de 1990, optando por una curul en la Constituyente de 1991, por su propio partido Movimiento Unitario Metapolitico. A pesar de no ganar la presidencia, su partido llegó a ser la quinta fuerza política de Colombia. También fue concejal de Bogotá (1982-1986), representante a la cámara y senadora (1991-1994).
Es la creadora y maestra del grupo esotérico Sabiduría Universal Reginista -SAUR-, cuyas creencias denominan saurología.

## Primeros años
Nació el 16 de diciembre de 1936, en Concordia, Antioquia. Es la menor de dieciocho hijos de Juan de Dios Betancourt y Ermilia Ramírez. Tanto él como su esposa eran seminarista y novicia respectivamente cuando se casaron.
En su juventud fue secretaria del Servicio de Inteligencia Colombiano, Gerente de Ventas de una empresa y fotógrafa del Ejército de Colombia. Quedó viuda del comerciante paisa Luis Restrepo, con quien se casó a los 17 años y tuvo 4 hijas. Su segundo esposo fue el motociclista Danny Liska, con quien estuvo casada 28 años y sería su mentor comercial.
Asegura que a los cuatro años se le apareció el obispo italiano Angelo Giuseppe Roncalli, que le manifestó que se haría conocida gracias al número "11", y que sería su sucesora espiritual. Roncalli llegó a ser Papa en 1953 con el nombre de Juan XXIII, y ella empezó a usar el 11 en su nombre desde ese momento.
Inició un consultorio en el norte de Bogotá, donde atendía a sus primeros clientes. Tenía un programa de radio que se transmitía por Todelar entre las 9 y 9 y 30 de la mañana, llamado "El campo magnético de Regina 11"; llegó a ser la mentalista del presidente de Panamá Manuel Antonio Noriega.

## Incidente de la Catedral

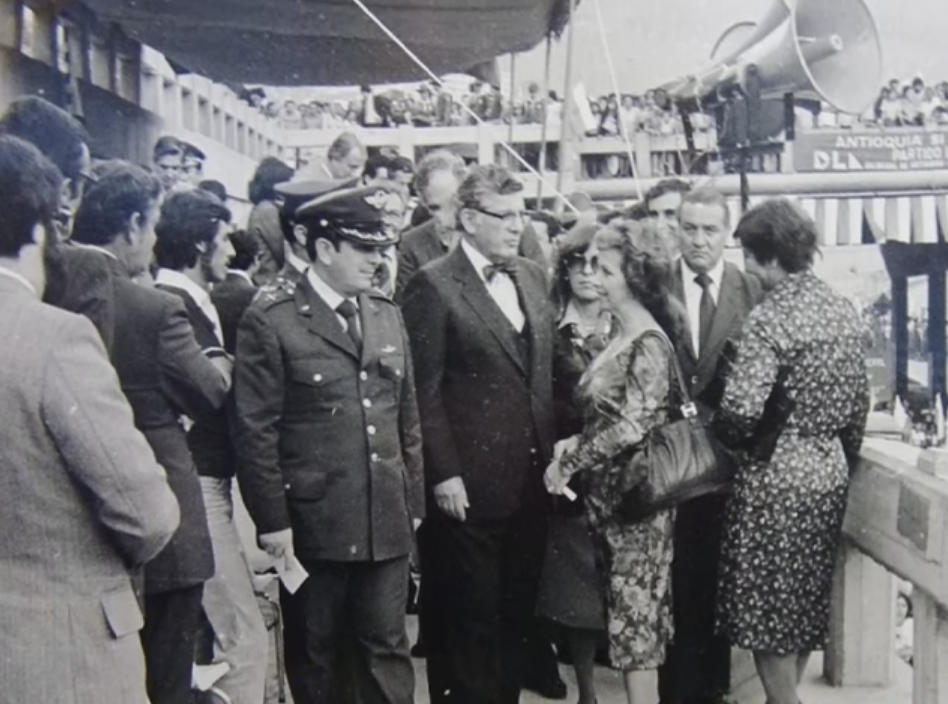
Regina 11 y Turbay (1978).

El 14 de febrero de 1977 protagonizó un incidente en la Catedral Primada de Colombia. Días antes, Regina promocionó un evento al interior del templo católico a través de su programa de parapsicología. Sus adeptos organizaron una eucaristía con motivo de sus 40 años (que se habría celebrado el 16 de diciembre de 1976).
La eucaristía fue celebrada con unas 20.000 personas que lograron entrar a la catedral y las 60.000 restantes se ubicaron en el atrio y en las gradas que dan a la Plaza de Bolívar. Después de celebrar la misa y repartir la comunión, monseñor Landínez pronunció las palabras "podéis ir en paz”, mas nadie se movió. 
Como nadie se retiró, Regina subió al púlpito y les pidió que se fueran, generando que los seguidores que no pudieron entrar a la catedral, movidos por el deseo de verla intentaran entrar a la fuerza, generando el caos. Tanto El Tiempo como El Espectador publicaron los titulares: “Escándalo en la Catedral”, “Bruja celebra misa en la Catedral", y al día siguiente: “El Cardenal condena el espectáculo de Regina Once”.
El incidente causó que su programa radial fuera cerrado.

## Apoyo a Turbay

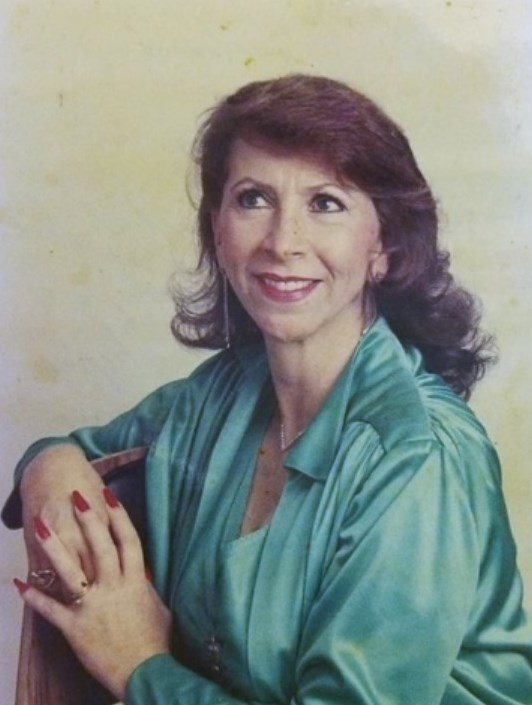
Regina 11 en los 80

Con la terminación de su programa, fundó con su esposo el Movimiento Unitario Metapolitico, e inició su carrera política en febrero de 1978, cuando lanzó su primera candidatura presidencial. Sin embargo decidió apoyar la campaña del liberal Julio César Turbay, a la postre presidente, por la promesa de Turbay de devolverle su programa, que pasó a llamarse "Relaciones humanas con Regina 11", cuando Turbay empezó a gobernarː
Elegido Turbay, Regina se lanzó con su partido al Concejo de Bogotá y logró un escaño en 1982; sus seguidores también obtuvieron curules en otras ciudades, entre ellas Medellín.  

## Asamblea Nacional Constituyente
Regina se inscribió como candidata por su propio partido en las elecciones del 9 de diciembre de 1990, para optar por una curul en la Asamblea Nacional Constituyente de 1991. Sin embargo su votación, si bien fue numerosa, no le permitió convertirse en uno de los 70 constituyentes que redactaron la Constitución de 1991, promulgada el 4 de julio de ese año. Después fue senadora entre 1991 a 1994.

## Secuestro y candidatura presidencial (1994)
Cuando iniciaba su campaña presidencial para las elecciones de 1994, fue secuestrada y permaneció en cautiverio por cinco meses.

“Me había convertido en una piedra en el zapato y los secuestradores no me fusilaron porque me creían importante para el pueblo”.

## Condena y encarcelamiento
Pocos meses después se vio enredada en un lío judicial que significó su muerte política. Fue condenada por el delito de concusión por exigir dinero a las personas que hacían parte de su equipo de trabajo en el Senado, y estuvo en la cárcel. Posteriormente la Corte Suprema de Justicia la encontró inocente y la declaró libre de cargos.[cita requerida] Hoy sigue insistiendo en que es inocente y hasta llevó el caso a tribunales internacionales, como la OEA. 
Durante el gobierno de Andrés Pastrana, pidió asilo en Estados Unidos.

## Regreso a la política
Para 2022 logró revivir su partido político, el Movimiento Unitario Metapolítico, en el que presentó lista al Senado de la República con 11 candidatos en la modalidad de lista cerrada. No consiguieron ninguna curul en el Senado, obteniendo 11.915 votos.